# Antarktiska halvön

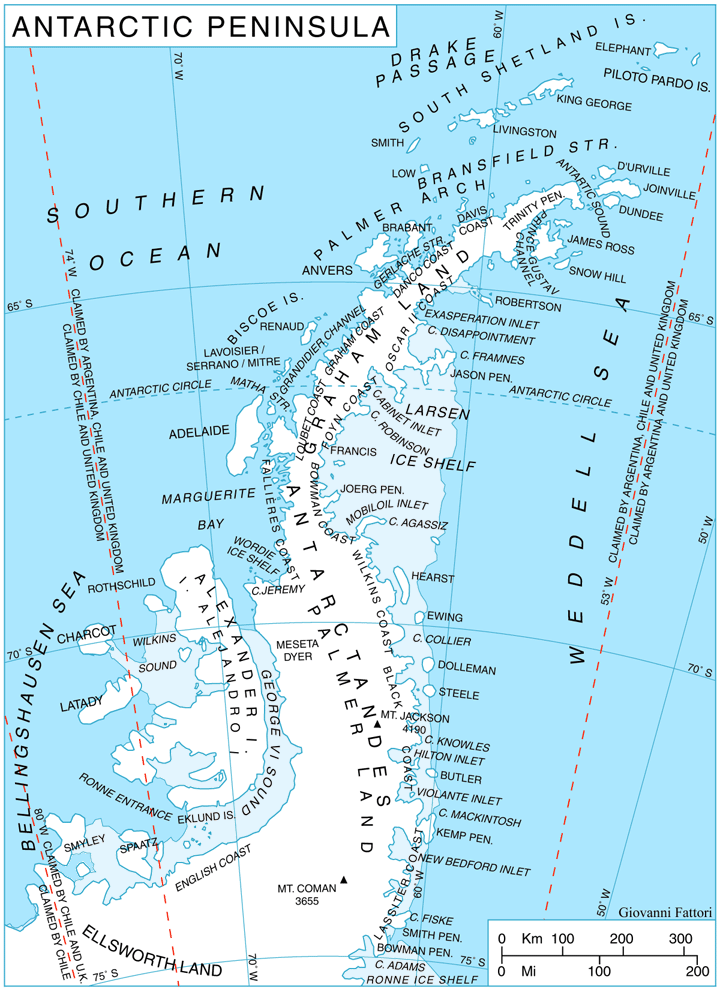
Antarktiska halvön

Antarktiska halvön (engelska: Antarctic Peninsula) är en i huvudsak istäckt halvö i västra Antarktis. Halvön sträcker sig från Antarktis mitt och vidare upp mot Scotiahavet i närheten av Sydamerikas sydspets och är cirka 1300 km lång.

## Geografi
Antarktiska halvön ligger i Västantarktis och den norra delen kallas Graham Land och den södra Palmer Land.
De högsta topparna är Mount Jackson med 4 190 meter över havet och Mount Coman med 3 655 m. Den nordligaste platsen är Hope Bay, som ligger på den 63:e breddgraden syd, ungefär på motsvarande breddgrad som till exempel Östersund i Sverige ligger på det norra halvklotet.
Halvön domineras av en serie bergsryggar som geologiskt är en fortsättning på Anderna; vid den tid då Anderna och halvön veckades (för ca 50–65 miljoner år sedan) hade Antarktis fortfarande landförbindelse med Sydamerika.
Detta är den enda del av Antarktis som har några större isfria landområden, och det finns ett rikt djurliv både på land och i havet (även om de större djuren, till exempel valar och sälar, har decimerats kraftigt av jakt sedan 1800-talet) Sälar, sjöelefanter, pingviner, bläckfiskar och valar förekommer med ett antal arter.

## Upptäcktshistoria
Eftersom halvön är omgiven av hård packis och dessutom av hav med extremt hårt väder var regionen svår att ta sig fram till innan det fanns ångfartyg eller moderna isbrytare. Den förste som förmodas ha kommit i närheten var en holländsk sjörövare, Dirk Gerritsz, som 1596 ledde en piratflotta genom södra Stilla havet; en våldsam storm förde honom ner till 64:e breddgraden, och han upptäckte ett högt istäckt landområde, som sannolikt var Sydshetlandsöarna.
De första människor som man vet siktat fast land här anlände 1819–1820, bland dem den engelske styrmannen Edward Bransfield som brukar räknas som den förste person som sett Antarktis fastland. Handelskaptenen William Smith hade trängt fram till Sydshetlandsöarna, som då ännu var halvt okända, och saken ansågs värd att utreda. Bransfield, som var stationerad vid Royal Navys kontingent i södra Stilla havet, utanför Chile, och alltså fanns tillgänglig, utsågs att följa med Smith på en ny färd in i drivisen och den 30 januari 1820 siktade han Trinityhalvön, den nordligaste spetsen av Antarktis fastland, och noterade i sin resejournal ”höga berg täckta med snö”. Samma sydpolssommar anlände en rysk vetenskaplig expedition under Fabian von Bellinghausen. Den gjorde en omfattande rundsegling som även sträckte sig till östra Antarktis, studerade kuststräckorna – om än utan att gå i land på fastlandet; det hade inte heller Bransfield gjort – och upptäckte bland annat Peter I:s ö, Alexander I:s land och Sydsandwichöarna. Ungefär vid den här tiden började också val- och sälfångsten i området komma igång.
Halvön är en idag av de bäst utforskade delarna av Antarktis och det finns ett stort antal bemannade forskningsstationer i regionen. Storbritannien gjorde tidigt anspråk på denna del av Antarktis, men har enligt Antarktisfördraget 1959 (förnyat 1989) i likhet med andra länder avstått från att hävda några territoriella eller militära rättigheter.

## Klimat
Antarktiska halvön är den varmaste delen av Antarktis, mycket tack vare dess nordliga latitud och att den omges av hav, men klimatet är ändå betydligt kallare än motsvarande områden på det norra halvklotet, framförallt i Skandinavien, främst på grund av avsaknaden av en varm havsström motsvarande nordatlantiska driften men även för att landförbindelsen med Antarktis kalla inland leder kall luft uppåt längs halvön och ibland vidare upp mot Sydamerika. Den varmaste temperaturen som någonsin uppmätts på den antarktiska halvön är omkring 15 plusgrader, ungefär samma som på Svalbard vars varmaste temperatur är runt 13 plusgrader.
Medeltemperaturen på sommaren (december) ligger beroende på år mellan 1 plusgrader och 2 minusgrader, samt på vintern (juni) mellan 8 och 20 minusgrader.